# Flughafen Jūrmala

i8
i11
i13
Der Flughafen Jūrmala (lettisch Lidosta "Jūrmala", ICAO-Code: EVJA), bis ca. 2014 Flugplatz Tukums ist ein noch nicht eröffneter Flughafen 4 km südöstlich der lettischen Stadt Tukums. Er kann derzeit als Flugplatz nur PPR angeflogen werden. Der Badeort Jūrmala ist etwa 25 Kilometer entfernt.
Ein Terminal für die Passagierbetrieb wurde 2010 errichtet. Im Sommer 2015 wurde die Genehmigung für den Flughafen zurückgezogen, da der Eigentümer illegaler Aktivitäten verdächtigt wurde. Seit 2017 hat der Flughafen einen neuen strategischen Investor.

## Geografie
Der Flugplatz befindet sich im Bezirk Engure vier Kilometer südöstlich der Stadt Tukums auf einer Höhe von 71 m. Er liegt etwa 60 Kilometer westlich von der Hauptstadt Riga entfernt.

## Flugbetrieb
Der Flughafen ist gegenwärtig noch nicht als solcher in Betrieb. Er soll durch Billigfluggesellschaften angeflogen werden.

## Geschichte
Flugfeld und erste Einrichtungen bestanden westlich von Tukums seit Anfang der 1930er Jahre. In den Jahren 1936 bis 1938 war das Flugfeld jeweils Wegmarke oder Ziel der ersten Flüge rund um Lettland. Im Zweiten Weltkrieg wurde die Anlage durch die Rote Armee ausgebaut. Die deutsche Luftwaffe baute in den Jahren 1941 bis 1944 den heutigen Flugplatz im Osten der Stadt. Danach übernahmen sowjetische Marineflieger den Platz, der nach Kriegsende wiederholt vergrößert wurde. Nach den zweistrahligen Bombern Jak-28L und Jak-28I (Brewer-B und C) des 668. Marineschlachtfliegerregiments (668. MSchAP) der Baltischen Rotbannerflotte waren bis in die 1990er 29 Frontbomber vom Typ Su-24 Fencer des 240. Garde-Marineschlachtfliegerregiments (240. Gw MSchAP) stationiert. Nach ihrem Abzug bis zum April 1993 wurde die verwahrloste Basis der Ausweichplatz Tukums (RAT) der Lettischen Luftstreitkräfte.
Am 31. Juli 2001 wurde der Flugplatz Tukums (ICAO: EVTA) privatisiert und auf die damalige Gemeinde Smārde übertragen. Die Tukums Airport Ltd. wurde am 15. März 2005 gegründet. Sie trieb die Erneuerung der Start- und Landebahn und den Bau des Passagierterminals voran. Bis 2012 wurde die Infrastruktur eines Flughafens mit Instrumentenlandesystem aufgebaut.
In den Jahren 2012 bis 2014 wurde der Platz in Flughafen Jūrmala umbenannt, der Bau des Passagierterminals abgeschlossen und die Zertifizierungen für gewerblichen Betrieb komplettiert. Im Sommer 2015 wurde dem Eigentümer nach erfolgreicher Umweltverträglichkeitsprüfung die Genehmigung für den Flughafen entzogen, da dieser illegaler Aktivitäten verdächtigt wurde. In der Folge wurden Betreiber und Management ausgewechselt. Seit März 2017 hat der Flughafen mit dem Unternehmer und Rennfahrer Raimonds Kisiels einen neuen strategischen Investor.

## Unfälle und Zwischenfälle
- Am 12. April 1935 kollidierte eine de Havilland DH.9A beim Rollen mit einer Martinsyde ADC.1 auf dem zugefrorenen See von Tukums. Über Personenschäden ist nichts bekannt.[6]

- Im Jahr 2008 stürzte bei schlechtem Wetter eine Piper PA-31 in der Nähe des Platzes ab, der Pilot und sieben Flugschüler kamen ums Leben.

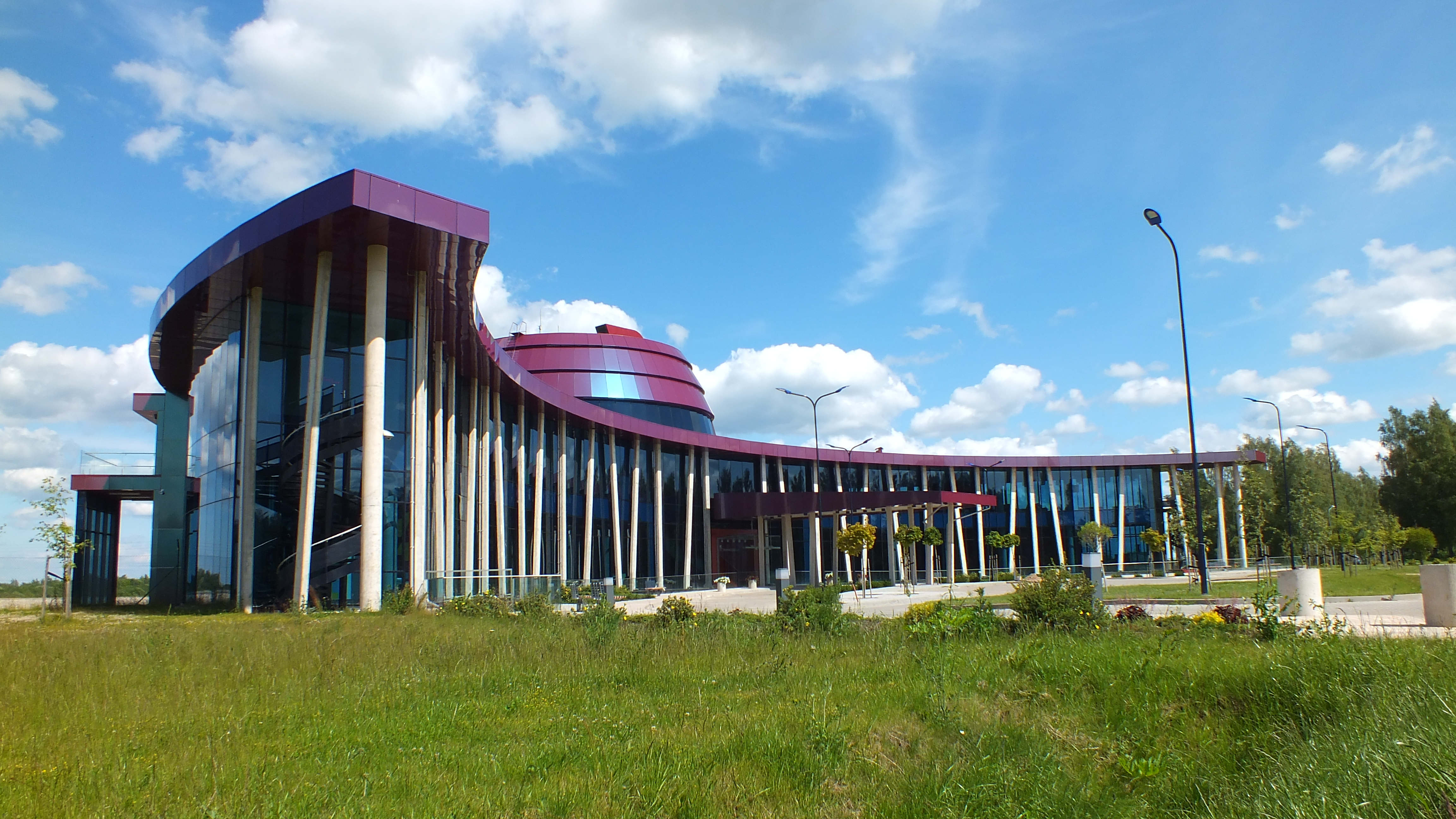
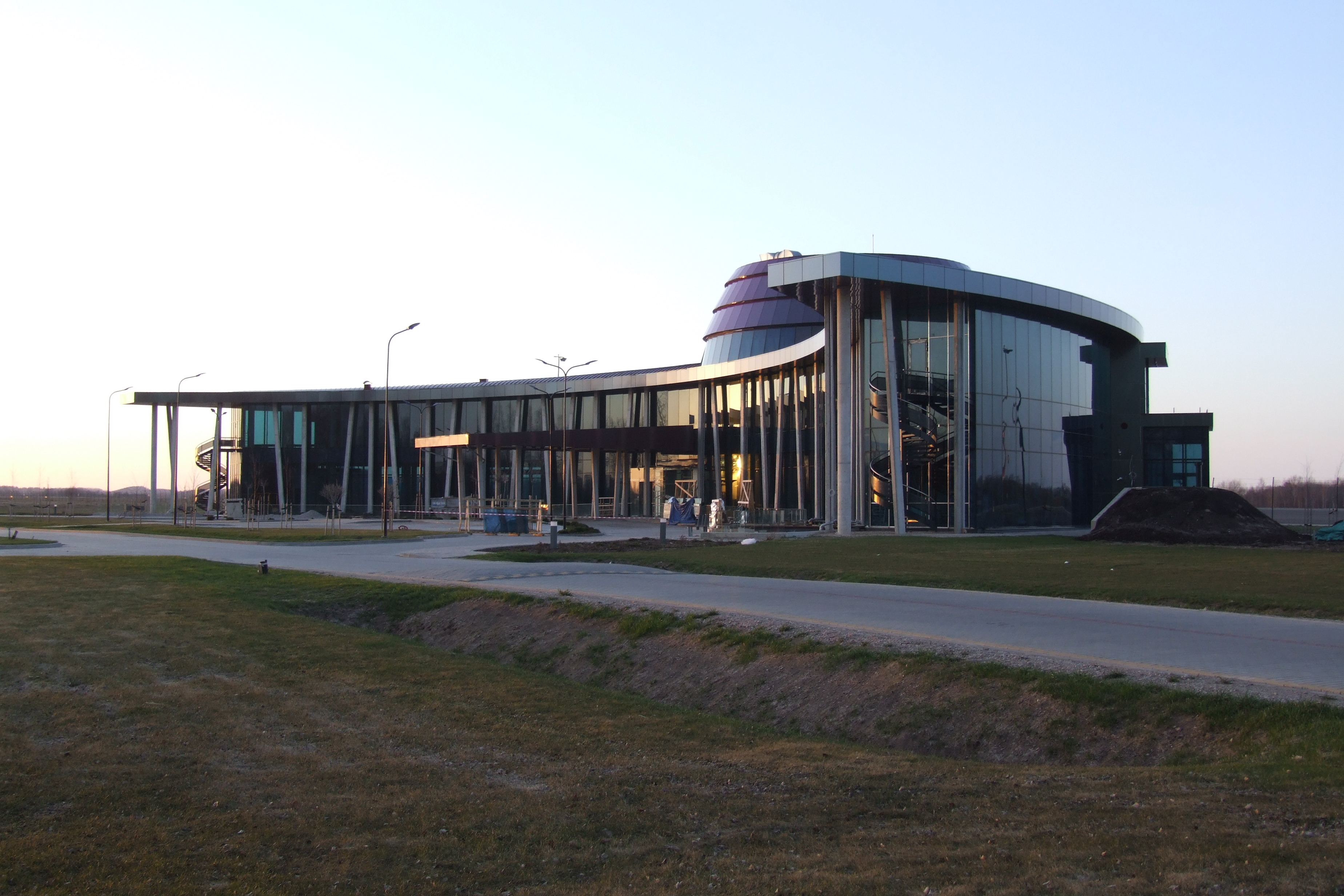